# Mirko Tepšić
Mirko Tepšić, bosansko-hercegovski general, * 3. december 1961.
Trenutno je namestnik Poveljnika Operativnega poveljstva Oboroženih sil Bosne in Hercegovine za podporo.